# Cometes venustus
Cometes venustus là một loài bọ cánh cứng trong họ Cerambycidae.